# NXC
NXC (skrót od Not eXactly C) – język programowania wysokiego poziomu przeznaczony dla Lego Mindstorms NXT. Język ten jest oparty na języku Next Byte Codes, który jest językiem asemblera. Składnia tego języka przypomina język C. Środowiskiem programistycznym dla Not eXactly C jest program o nazwie Bricx Command Center. Język programowania został opublikowany na licencji Mozilla Public License.

## Przykład
Poniżej pokazany jest przykład prostego kodu w języku NXC.
```
 
task
 
main
()

 
{

      
OnFwd
(
OUT_BC
,
75
);
 
// Silniki na portach B i C mają poruszać się do przodu z mocą 75%

      
Wait
(
5000
);
 
// Zatrzymaj program na pięć sekund (1000 = 1 sekunda)

      
Off
(
OUT_BC
);
 
// Wyłącz silniki na portach B i C

 
}

```